# Ri (Orne)
Pour les articles homonymes, voir RI.
Ne doit pas être confondu avec Ry (Seine-Maritime) ou Ryes.
Ri est une commune française, située dans le département de l'Orne en région Normandie, peuplée de 157 habitants.

## Géographie

### Hydrographie
La commune est située dans le bassin Seine-Normandie. Elle est drainée par l'Houay et le fossé 02 de la Londe,.
L'Houay, d'une longueur de 13 km, prend sa source dans la commune  et se jette  dans l'Orne en limite de Moulins-sur-Orne et de Monts-sur-Orne, face à Sarceaux, après avoir traversé six communes. 

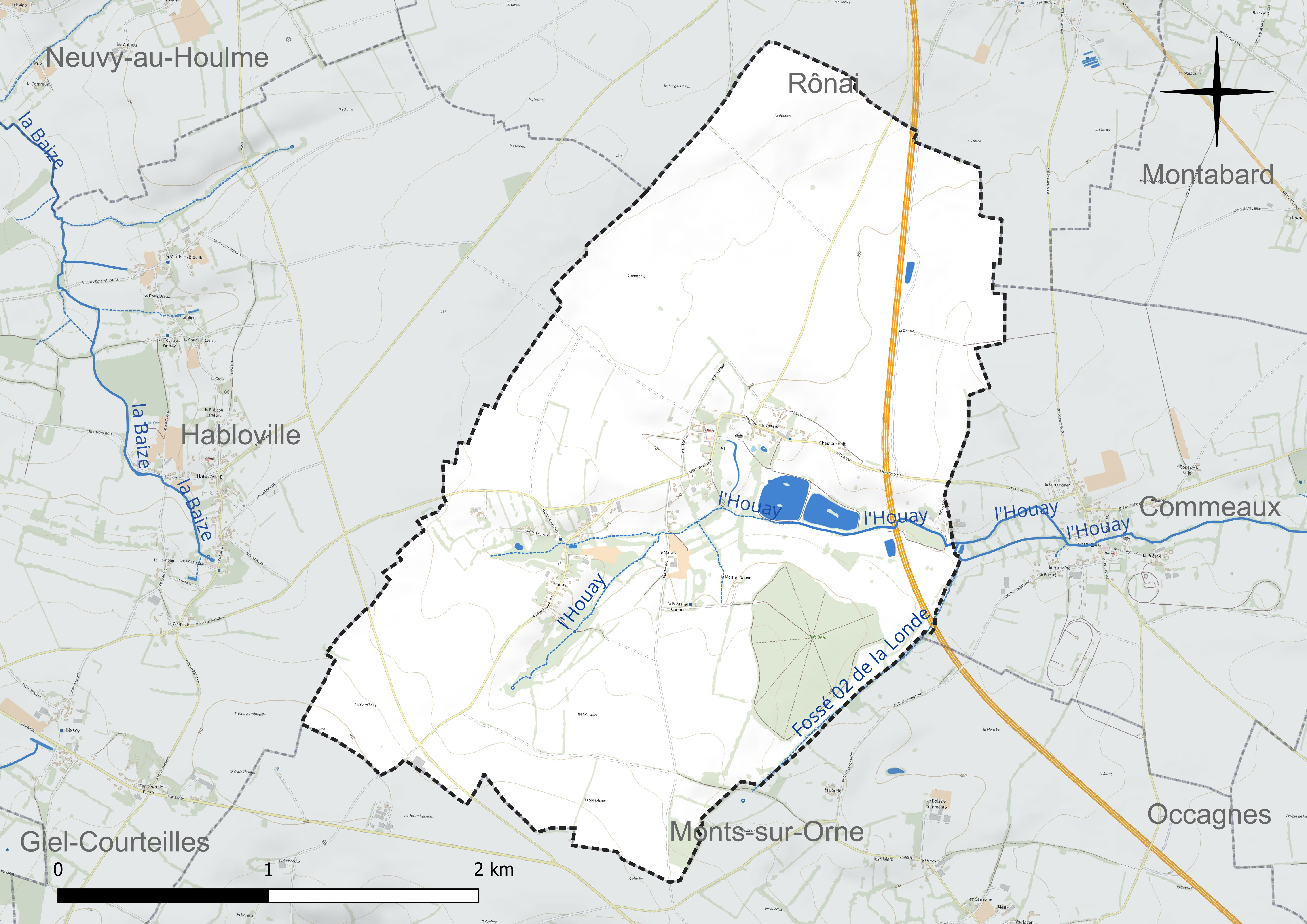
Réseau hydrographique de Ri.

### Climat
Le climat qui caractérise la commune est qualifié, en 2010, de « climat océanique altéré », selon la typologie des climats de la France qui compte alors huit grands types de climats en métropole. En 2020, la commune ressort du même type de climat dans la classification établie par Météo-France, qui ne compte désormais, en première approche, que cinq grands types de climats en métropole. Il s’agit d’une zone de transition entre le climat océanique, le climat de montagne et le climat semi-continental. Les écarts de température entre hiver et été augmentent avec l'éloignement de la mer. La pluviométrie est plus faible qu'en bord de mer, sauf aux abords des reliefs.
Les paramètres climatiques qui ont permis d’établir la typologie de 2010 comportent six variables pour les températures et huit pour les précipitations, dont les valeurs correspondent à la normale 1971-2000. Les sept principales variables caractérisant la commune sont présentées dans l'encadré ci-après.
| Paramètres climatiques communaux sur la période 1971-2000 - Moyenne annuelle de température : 10,3 °C - Nombre de jours avec une température inférieure à −5 °C : 3,5 j - Nombre de jours avec une température supérieure à 30 °C : 1,9 j - Amplitude thermique annuelle : 13,4 °C - Cumuls annuels de précipitation : 789 mm - Nombre de jours de précipitation en janvier : 12,4 j - Nombre de jours de précipitation en juillet : 7,3 j |

Avec le changement climatique, ces variables ont évolué. Une étude réalisée en 2014 par la Direction générale de l'Énergie et du Climat complétée par des études régionales prévoit en effet que la  température moyenne devrait croître et la pluviométrie moyenne baisser, avec toutefois de fortes variations régionales. La station météorologique de Météo-France installée sur la commune et en service de 1970 à 2016 permet de connaître l'évolution des indicateurs météorologiques. Le tableau détaillé pour la période 1981-2010 est présenté ci-après.
| Mois                                  | jan.             | fév.             | mars             | avril         | mai           | juin            | jui.           | août           | sep.            | oct.            | nov.            | déc.            | année      |
| ------------------------------------- | ---------------- | ---------------- | ---------------- | ------------- | ------------- | --------------- | -------------- | -------------- | --------------- | --------------- | --------------- | --------------- | ---------- |
| Température minimale moyenne (°C)     | 0,5              | 0,3              | 2,2              | 3,4           | 6,5           | 8,9             | 10,8           | 10,8           | 8,6             | 6,5             | 3,2             | 1               | 5,3        |
| Température moyenne (°C)              | 3,6              | 4                | 6,6              | 8,5           | 12            | 14,8            | 17,1           | 17             | 14,3            | 10,9            | 6,8             | 4,1             | 10         |
| Température maximale moyenne (°C)     | 6,8              | 7,7              | 11               | 13,7          | 17,5          | 20,8            | 23,4           | 23,3           | 20              | 15,4            | 10,3            | 7,1             | 14,8       |
| Record de froid (°C) date du record   | −18,7 08.01.1985 | −13,3 10.02.1986 | −10,7 03.03.1986 | −5 11.04.03   | −3 05.05.1979 | −0,7 01.06.1989 | 3,4 13.07.1993 | 0,5 28.08.1974 | −0,6 26.09.1986 | −4,5 30.10.1997 | −7,6 20.11.1983 | −12,2 29.12.05  | −18,7 1985 |
| Record de chaleur (°C) date du record | 15,9 27.01.03    | 19,8 15.02.1998  | 22 25.03.1974    | 28,6 17.04.03 | 30,4 27.05.05 | 34,6 25.06.1976 | 36,7 19.07.16  | 38,3 10.08.03  | 33 13.09.16     | 28,6 01.10.11   | 24 01.11.15     | 16,6 06.12.1979 | 38,3 2003  |
| Précipitations (mm)                   | 74,6             | 55               | 58,7             | 55,3          | 66,3          | 52              | 54             | 44,7           | 62,8            | 78,7            | 74,2            | 83,5            | 759,8      |

## Urbanisme

### Typologie
Au 1er janvier 2024, Ri est catégorisée commune rurale à habitat dispersé, selon la nouvelle grille communale de densité à sept niveaux définie par l'Insee en 2022.
Elle est située hors unité urbaine. Par ailleurs la commune fait partie de l'aire d'attraction d'Argentan, dont elle est une commune de la couronne,. Cette aire, qui regroupe 50 communes, est catégorisée dans les aires de moins de 50 000 habitants,.

### Occupation des sols
L'occupation des sols de la commune, telle qu'elle ressort de la base de données européenne d’occupation biophysique des sols Corine Land Cover (CLC), est marquée par l'importance des territoires agricoles (95,5 % en 2018), une proportion identique à celle de 1990 (95,5 %). La répartition détaillée en 2018 est la suivante : 
terres arables (66,4 %), prairies (15,5 %), zones agricoles hétérogènes (13,6 %), milieux à végétation arbustive et/ou herbacée (4,5 %). L'évolution de l’occupation des sols de la commune et de ses infrastructures peut être observée sur les différentes représentations cartographiques du territoire : la carte de Cassini (XVIIIe siècle), la carte d'état-major (1820-1866) et les cartes ou photos aériennes de l'IGN pour la période actuelle (1950 à aujourd'hui).

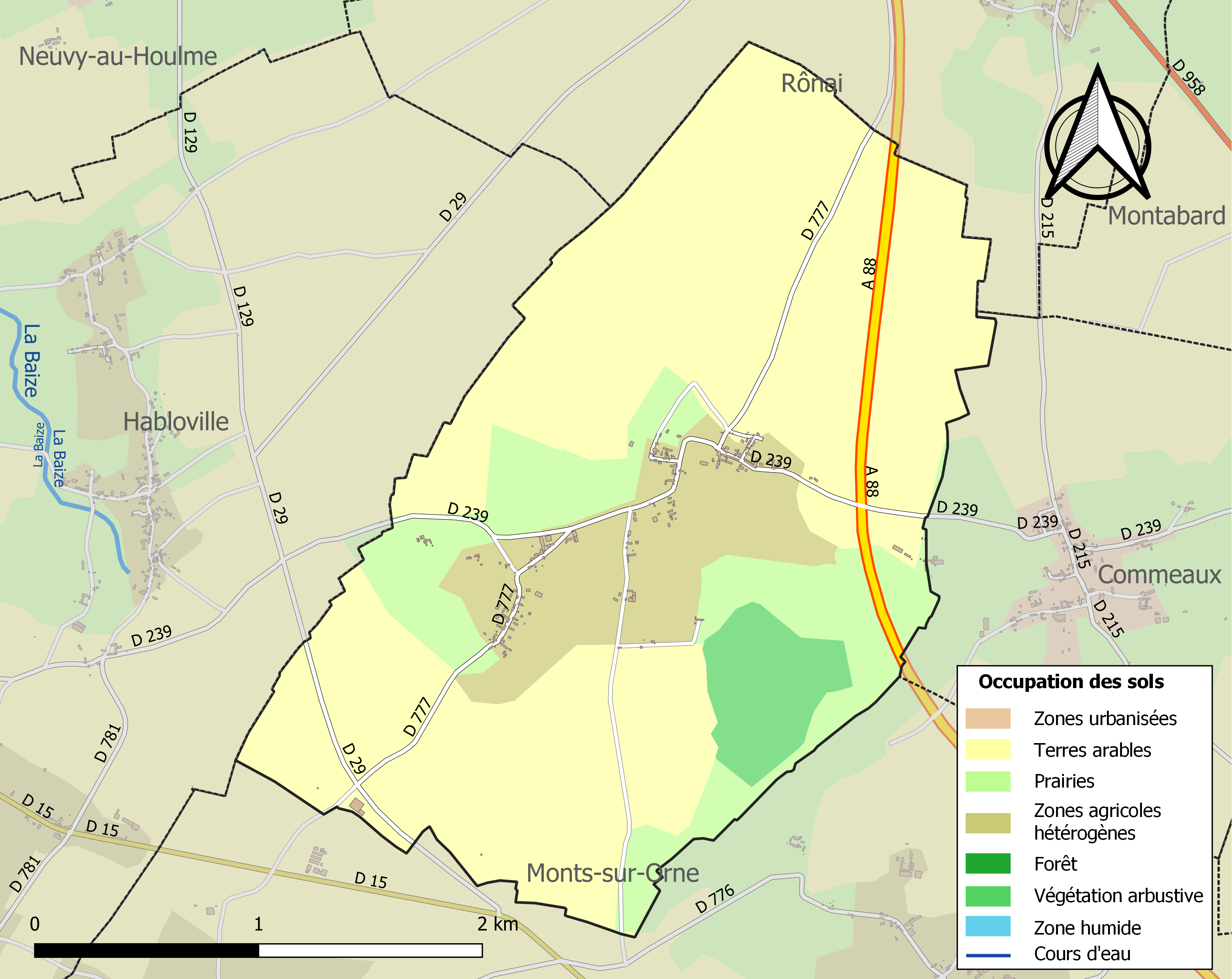
Carte des infrastructures et de l'occupation des sols de la commune en 2018 (CLC).

## Toponymie
Le nom de la localité est attesté sous la forme Ry en 1793.
Le toponyme est issu du gaulois rito, « gué », passage, traversée de la Baize (affluent de l'Orne en rive droite).

## Politique et administration
| Période                                  | Période   | Identité              | Étiquette | Qualité           |
| ---------------------------------------- | --------- | --------------------- | --------- | ----------------- |
| 1847                                     | 1852      | Gustave de Vigneral   |           |                   |
| 1995                                     | mars 2006 | Jean Allais           |           |                   |
| mars 2006                                | mars 2008 | Monique Melin         | SE        | Chef d'entreprise |
| mars 2008                                | En cours  | Guillaume de Vigneral | SE        | Gérant de société |
| Les données manquantes sont à compléter. |           |                       |           |                   |

## Démographie
L'évolution du nombre d'habitants est connue à travers les recensements de la population effectués dans la commune depuis 1793. Pour les communes de moins de 10 000 habitants, une enquête de recensement portant sur toute la population est réalisée tous les cinq ans, les populations de référence des années intermédiaires étant quant à elles estimées par interpolation ou extrapolation. Pour la commune, le premier recensement exhaustif entrant dans le cadre du nouveau dispositif a été réalisé en 2005.
En 2022, la commune comptait 157 habitants, en évolution de −7,1 % par rapport à 2016 (Orne : −3,21 %, France hors Mayotte : +2,11 %).
| 1793 | 1800 | 1806 | 1821 | 1836 | 1841 | 1846 | 1851 | 1856 |
| ---- | ---- | ---- | ---- | ---- | ---- | ---- | ---- | ---- |
| 280  | 318  | 345  | 345  | 377  | 385  | 371  | 355  | 356  |

| 1861 | 1866 | 1872 | 1876 | 1881 | 1886 | 1891 | 1896 | 1901 |
| ---- | ---- | ---- | ---- | ---- | ---- | ---- | ---- | ---- |
| 345  | 333  | 349  | 322  | 295  | 311  | 278  | 247  | 248  |

| 1906 | 1911 | 1921 | 1926 | 1931 | 1936 | 1946 | 1954 | 1962 |
| ---- | ---- | ---- | ---- | ---- | ---- | ---- | ---- | ---- |
| 223  | 213  | 202  | 177  | 173  | 165  | 175  | 199  | 180  |

| 1968 | 1975 | 1982 | 1990 | 1999 | 2005 | 2006 | 2010 | 2015 |
| ---- | ---- | ---- | ---- | ---- | ---- | ---- | ---- | ---- |
| 165  | 141  | 150  | 152  | 160  | 174  | 174  | 166  | 167  |

| 2020 | 2022 | - | - | - | - | - | - | - |
| ---- | ---- | - | - | - | - | - | - | - |
| 158  | 157  | - | - | - | - | - | - | - |

## Lieux et monuments

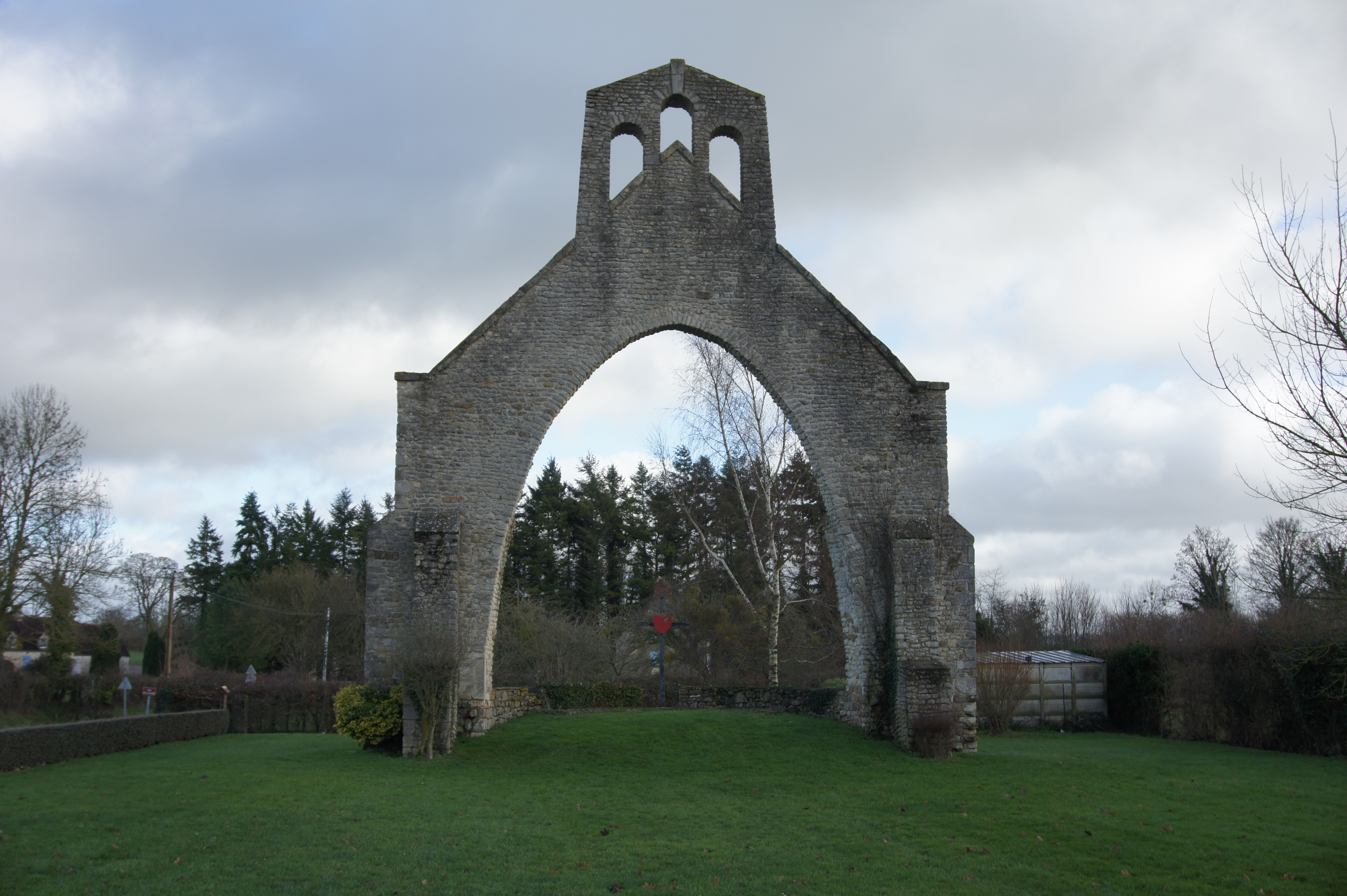
L'oratoire à Saint-Jean-Eudes.

### Minière de silex
Au Néolithique, entre 4000 et 3900 av. J.-C., des mines de silex ont été creusées sur la commune en limite de celle de Rônai. Des fouilles archéologiques préventives menées par l'Inrap (fouille Cyril Marcigny) dans le cadre de la construction de l'autoroute A 88 ont permis d'étudier près de 500 puits et de découvrir huit tonnes de silex taillés. Le site d'extraction, destiné à la production de haches, présente un important réseau de galeries. Les puits ont livré un abondant mobilier en bois de cerf qui servaient de pioches aux mineurs préhistoriques.

### Édifices religieux

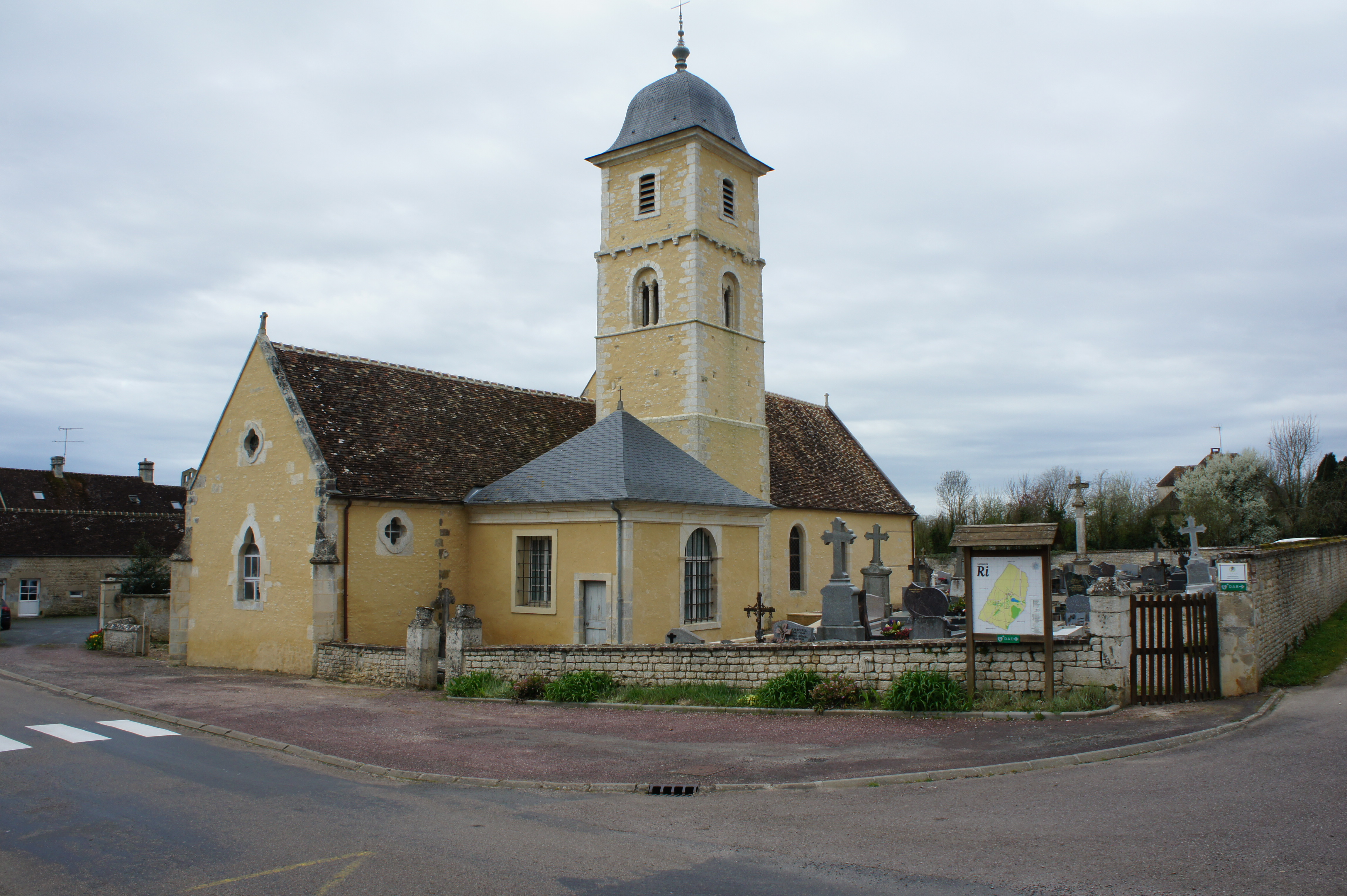
Église Notre-Dame de la Visitation.

L'église Notre-Dame de la Visitation de Ri conserve notamment un baptistère du XVIIe siècle sur lequel saint Jean Eudes (1601-1680), natif du village, a été baptisé. En 2001, une messe télévisée y a été organisée par les membres de la Congrégation de Jésus et Marie (Eudistes) à l'occasion des 400 ans de saint Jean Eudes[réf. nécessaire].

## Personnalités liées à la commune
- Saint Jean Eudes (1601 à Ri - 1680), prêtre français, fondateur de plusieurs congrégations.
- François Eudes de Mézeray (1610 à Ri - 1683), frère du précédent, historien et historiographe.